# Wayne Rainey
Wayne Rainey (Downey, 23 ottobre 1960) è un pilota motociclistico e dirigente sportivo statunitense, ritiratosi dall'attività agonistica, tre volte campione del mondo nella classe 500.

## Carriera
Nel 1983 vinse il titolo nel campionato AMA Superbike, mentre nel 1984 fece il suo esordio nel motomondiale, chiamato da Kenny Roberts a far parte del suo team con una Yamaha nella classe 250, con cui ottenne un terzo posto nel Gran Premio d'Europa e alcuni piazzamenti a punti.
Tornato ai campionati statunitensi, si ripresentò al motomondiale nel 1988 partecipando alla classe 500, con la stessa squadra di Roberts: conquistò in quell'anno il terzo posto nella classifica finale e il suo primo successo mondiale, nel Gran Premio di Gran Bretagna. Sempre nel 1988 vinse, in coppia con Kevin Magee, la 8 Ore di Suzuka con una Yamaha YZF750. Nella stagione 1989 ottenne tre primi posti (negli Stati Uniti, in Germania e nei Paesi Bassi) e fu secondo in classifica finale dietro Eddie Lawson con 210,5 punti.
Dalla stagione successiva Rainey s'impose nella classe regina, conquistando il titolo iridato per tre volte consecutive: nel 1990 (7 vittorie; 255 punti), nel 1991 (6 vittorie; 233 punti) e nel 1992 (3 vittorie; 140 punti). Anche nella stagione 1993 era in testa al mondiale quando, a tre gare dal termine, rimase vittima di un grave incidente nel Gran Premio d'Italia a Misano, riportando la frattura della colonna vertebrale e la conseguente paralisi alle gambe.
Seppure menomato dal grave infortunio, Rainey tentò di reagire a questa situazione correndo il campionato del mondo dei go-kart disputato nel nord della California. Quale riconoscimento e memoria del motociclismo statunitense, una curva del circuito di Laguna Seca è stata intitolata a suo nome.
Dal 1994 al 1998 intraprende una carriera da team manager partecipando alle gare del motomondiale nelle classi 250 e 500, fondando una squadra denominata Yamaha Team Rainey.
A partire dal 2014 è l'organizzatore del campionato MotoAmerica Superbike.

## Risultati nel motomondiale

### Classe 250
| 1984 | Classe | Moto   |     |   |    |     |   |   |   |    |     |    |    |     |  |  | Punti | Pos. |
| ---- | ------ | ------ | --- | - | -- | --- | - | - | - | -- | --- | -- | -- | --- |  |  | ----- | ---- |
| 1984 | 250    | Yamaha | Rit | 3 | 10 | Rit | 6 | 6 | 4 | 12 | Rit | 14 | 13 | Rit |  |  | 29    | 8º   |

| Legenda | 1º posto        | 2º posto            | 3º posto            | A punti      | Senza punti        | Grassetto – Pole position Corsivo – Giro più veloce |
| Legenda | Gara non valida | Non qual./Non part. | Ritirato/Non class. | Squalificato | '-' Dato non disp. | Grassetto – Pole position Corsivo – Giro più veloce |

### Classe 500
| 1988 | Classe | Moto   |   |   |   |   |   |   |   |   |   |   |   |   |   |   |     | Punti | Pos. |
| ---- | ------ | ------ | - | - | - | - | - | - | - | - | - | - | - | - | - | - | --- | ----- | ---- |
| 1988 | 500    | Yamaha | 6 | 4 | 6 | 2 | 3 | 2 | 3 | 7 | 5 | 3 | 5 | 1 | 5 | 3 | Rit | 189   | 3º   |

| 1989 | Classe | Moto   |   |   |   |   |       |   |   |   |   |   |   |   |     |   |   | Punti | Pos. |
| ---- | ------ | ------ | - | - | - | - | ----- | - | - | - | - | - | - | - | --- | - | - | ----- | ---- |
| 1989 | 500    | Yamaha | 2 | 2 | 1 | 2 | [ 6 ] | 1 | 3 | 2 | 1 | 3 | 3 | 3 | Rit | 3 | 3 | 210,5 | 2º   |

| 1990 | Classe | Moto   |   |   |   |   |   |   |   |   |   |   |   |   |   |     |   | Punti | Pos. |
| ---- | ------ | ------ | - | - | - | - | - | - | - | - | - | - | - | - | - | --- | - | ----- | ---- |
| 1990 | 500    | Yamaha | 1 | 1 | 2 | 1 | 2 | 2 | 1 | 2 | 1 | 3 | 2 | 1 | 1 | Rit | 3 | 255   | 1º   |

| 1991 | Classe | Moto   |   |   |   |   |   |   |   |   |   |   |   |   |   |   |  | Punti | Pos. |
| ---- | ------ | ------ | - | - | - | - | - | - | - | - | - | - | - | - | - | - |  | ----- | ---- |
| 1991 | 500    | Yamaha | 3 | 1 | 1 | 3 | 9 | 2 | 2 | 1 | 2 | 1 | 2 | 1 | 1 | 3 |  | 233   | 1º   |

| 1992 | Classe | Moto   |     |   |   |   |     |   |     |  |   |   |   |   |   |  |  | Punti | Pos. |
| ---- | ------ | ------ | --- | - | - | - | --- | - | --- |  | - | - | - | - | - |  |  | ----- | ---- |
| 1992 | 500    | Yamaha | Rit | 2 | 2 | 2 | Rit | 1 | Rit |  | 5 | 1 | 2 | 1 | 3 |  |  | 140   | 1º   |

| 1993 | Classe | Moto   |   |   |   |   |   |   |   |   |   |   |   |     |  |  |  | Punti | Pos. |
| ---- | ------ | ------ | - | - | - | - | - | - | - | - | - | - | - | --- |  |  |  | ----- | ---- |
| 1993 | 500    | Yamaha | 2 | 1 | 1 | 2 | 3 | 5 | 5 | 1 | 3 | 2 | 1 | Rit |  |  |  | 214   | 2º   |

| Legenda | 1º posto        | 2º posto            | 3º posto            | A punti      | Senza punti        | Grassetto – Pole position Corsivo – Giro più veloce |
| Legenda | Gara non valida | Non qual./Non part. | Ritirato/Non class. | Squalificato | '-' Dato non disp. | Grassetto – Pole position Corsivo – Giro più veloce |